# Mistrzostwa Świata 2021 w League of Legends
Mistrzostwa Świata 2021 w League of Legends – jedenasta edycja e-sportowych Mistrzostw Świata w League of Legends, która odbywała się na Islandii (planowo miały odbyć się w Chinach).
Drużyna EDward Gaming pokonała 3:2, koreańskiego obrońcę tytułu DWG KIA. Było to pierwsze zwycięstwo drużyny EDward Gaming, oraz trzecie dla Chin.

## Zakwalifikowane drużyny
Do Mistrzostw zakwalifikowały się 24 drużyny, z 12 lig. Jednakże w wyniku ograniczeń w Wietnamie związanych z pandemią COVID 19, tamtejsze drużyny nie mogły wziąć udziału w wydarzeniu. W Mistrzostwach wzięły udział 22 drużyn z 11 lig na całym świecie. Z powodu nieobecności Wietnamu, trzecia europejska drużyna otrzymała natychmiastowy awans do fazy grupowej.
| Region                                   | Liga                   | Drużyna                | ID                     | Pool                   |
| Start w fazie grupowej                   | Start w fazie grupowej | Start w fazie grupowej | Start w fazie grupowej | Start w fazie grupowej |
| ---------------------------------------- | ---------------------- | ---------------------- | ---------------------- | ---------------------- |
| Chiny                                    | LPL                    | EDward Gaming          | EDG                    | 1                      |
| Chiny                                    | LPL                    | FunPlus Phoenix        | FPX                    | 2                      |
| Chiny                                    | LPL                    | Royal Never Give Up    | RNG                    | 3                      |
| Europa                                   | LEC                    | MAD Lions              | MAD                    | 1                      |
| Europa                                   | LEC                    | Fnatic                 | FNC                    | 2                      |
| Europa                                   | LEC                    | Rogue                  | RGE                    | 3                      |
| Korea Południowa                         | LCK                    | DWG KIA                | DWG                    | 1                      |
| Korea Południowa                         | LCK                    | Gen.G                  | GEN                    | 2                      |
| Korea Południowa                         | LCK                    | T1                     | T1                     | 3                      |
| Ameryka Północna                         | LCS                    | 100 Thiefs             | 100                    | 1                      |
| Ameryka Północna                         | LCS                    | Team Liquid            | TL                     | 3                      |
| Tajwan, Hongkong, Makau, Azja Południowa | PCS                    | PSG Talon              | PSG                    | 3                      |
| Start w fazie wstępnej                   |                        |                        |                        |                        |
| Chiny                                    | LPL                    | LNG Esports            | LNG                    | 1                      |
| Korea Południowa                         | LCK                    | Hanwha Life Esports    | HLE                    | 1                      |
| Ameryka Północna                         | LCS                    | Cloud9                 | C9                     | 1                      |
| Tajwan, Hongkong, Makau, Azja Południowa | PCS                    | Beyond Gaming          | BYG                    | 1                      |
| Rosja (CIS)                              | LCL                    | Unicorns Of Love       | UOL                    | 2                      |
| Ameryka Łacińska                         | LLA                    | Infinity Esports       | INF                    | 2                      |
| Turcja                                   | TCL                    | Galatasaray Esports    | GS                     | 2                      |
| Brazylia                                 | CBLOL                  | RED Canids             | RED                    | 2                      |
| Japonia                                  | LJL                    | DetonatioN FocusMe     | DFM                    | 2                      |
| Australia i Oceania                      | LCO                    | PEACE                  | PCE                    | 2                      |

## Faza wstępna
W fazie wstępnej (play-in) wystąpiło 10 drużyn, które zostały podzielone na 2 grupy. Drużyny grały systemem każdy z każdym, 1 raz do 1 wygranej mapy. Najlepsza drużyna z grupy awansowała do fazy grupowej, a drużyny od miejsca drugiego do czwartego awansowały do drugiej rundy fazy wstępnej, gdzie zmierzyły się w starciach best of 5. Zwycięzcy drugiej rundy awansowały do fazy grupowej. Wszystkie mecze fazy wstępnej, grupowej oraz finałowej odbyły się na Laugardalshöll, w Reykjavíku na Islandii.

### Runda Pierwsza

#### Grupa A
| Drużyna             | W | P |
| ------------------- | - | - |
| LNG Esports         | 4 | 0 |
| Hanwha Life Esports | 3 | 1 |
| PEACE               | 2 | 2 |
| RED Canids          | 1 | 3 |
| Infinity Esports    | 0 | 4 |

#### Grupa B
| Drużyna             | W | P |
| ------------------- | - | - |
| DetonatioN FocusMe  | 3 | 1 |
| Cloud9              | 3 | 1 |
| Galatasaray Esports | 2 | 2 |
| Beyond Gaming       | 1 | 3 |
| Unicorns Of Love    | 1 | 3 |

W grupie rozegrano dwie dogrywki: DetonatioN FocusMe wygrało z Cloud9, a Beyond Gaming z Unicorns Of Love.

### Runda Druga
Runda druga została podzielona na dwie drabinki.
W rundzie eliminacyjnej RED Canids przegrało 2:3 z PEACE. W rundzie kwalifikacyjnej Cloud9 wygrało 3:0 z PEACE.
W rundzie eliminacyjnej Galatasaray Esports przegrało 2:3 z Beyond Gaming. W rundzie kwalifikacyjnej Hanwha Life Esports wygrało 3:0 z Beyond Gaming.

## Faza grupowa
W fazie grupowej wystąpiło 16 drużyn, które zostały podzielone na 4 grupy. Drużyny zagrały systemem każdy z każdym do 1 wygranej mapy. 2 najlepsze drużyny każdej grupy awansowały do fazy pucharowej.

### Grupa A
| Drużyna         | W | P |
| --------------- | - | - |
| DWG KIA         | 6 | 0 |
| Cloud9          | 2 | 4 |
| Rogue           | 2 | 4 |
| FunPlus Phoenix | 2 | 4 |

W grupie rozegrano dogrywki: FunPlus Phoenix przegrało z Rouge mecz o trzecie miejsce, a następnie Rouge przegrało z Cloud9 mecz o drugie miejsce.

### Grupa B
| Drużyna            | W | P |
| ------------------ | - | - |
| T1                 | 5 | 1 |
| EDward Gaming      | 4 | 2 |
| 100 Thieves        | 3 | 3 |
| DetonatioN FocusMe | 0 | 6 |

### Grupa C
| Drużyna             | W | P |
| ------------------- | - | - |
| Royal Never Give Up | 4 | 2 |
| Hanwha Life Esports | 4 | 2 |
| PSG Talon           | 3 | 3 |
| Fnatic              | 1 | 5 |

W grupie rozegrano dogrywkę: Hanwha Life Esports przegrało z Royal Never Give Up mecz o pierwsze miejsce.

### Grupa D
| Drużyna     | W | P |
| ----------- | - | - |
| Gen.G       | 3 | 3 |
| MAD Lions   | 3 | 3 |
| LNG Esports | 3 | 3 |
| Team Liquid | 3 | 3 |

W grupie rozegrano dogrywki: LNG Esports przegrało z MAD Lions, a Team Liquid z Gen.G mecze dolnego szczebla. MAD Lions przegrało z Gen.G mecz o pierwsze miejsce.

## Faza Pucharowa
|  |                                  |                     |                                  |                                  |   |               |                              |          |  |  |       |       |       |
|  | Ćwierćfinał                      | Ćwierćfinał         | Ćwierćfinał                      |                                  |   | Półfinał      | Półfinał                     | Półfinał |  |  | Finał | Finał | Finał |
|  | Ćwierćfinał                      | Ćwierćfinał         | Ćwierćfinał                      |                                  |   | Półfinał      | Półfinał                     | Półfinał |  |  | Finał | Finał | Finał |
|  | 22 października 2021 – Reykjavík |                     |                                  |                                  |   |               |                              |          |  |  |       |       |       |
|  |                                  |                     |                                  |                                  |   |               |                              |          |  |  |       |       |       |
|  | T1                               | T1                  | 3                                |                                  |   |               |                              |          |  |  |       |       |       |
|  | T1                               | T1                  | 3                                | 30 października 2021 – Reykjavík |   |               |                              |          |  |  |       |       |       |
|  | Hanwha Life Esports              | Hanwha Life Esports | 0                                |                                  |   |               |                              |          |  |  |       |       |       |
|  | Hanwha Life Esports              | Hanwha Life Esports | 0                                |                                  |   | T1            | T1                           | 2        |  |  |       |       |       |
|  | 24 października 2021 – Reykjavík |                     |                                  |                                  |   | T1            | T1                           | 2        |  |  |       |       |       |
|  |                                  |                     | DWG KIA                          | DWG KIA                          | 3 |               |                              |          |  |  |       |       |       |
|  | DWG KIA                          | DWG KIA             | DWG KIA                          | DWG KIA                          | 3 | 3             |                              |          |  |  |       |       |       |
|  | DWG KIA                          | DWG KIA             |                                  |                                  |   | 3             | 6 listopada 2021 – Reykjavík |          |  |  |       |       |       |
|  | MAD Lions                        | MAD Lions           | 0                                |                                  |   |               |                              |          |  |  |       |       |       |
|  | MAD Lions                        | MAD Lions           | 0                                |                                  |   | DWG KIA       | DWG KIA                      | 2        |  |  |       |       |       |
|  | 23 października 2021 – Reykjavík |                     |                                  |                                  |   | DWG KIA       | DWG KIA                      | 2        |  |  |       |       |       |
|  |                                  |                     | EDward Gaming                    | EDward Gaming                    | 3 |               |                              |          |  |  |       |       |       |
|  | Royal Never Give Up              | Royal Never Give Up | EDward Gaming                    | EDward Gaming                    | 3 | 2             |                              |          |  |  |       |       |       |
|  | Royal Never Give Up              | Royal Never Give Up | 31 października 2021 – Reykjavík |                                  |   | 2             |                              |          |  |  |       |       |       |
|  | EDward Gaming                    | EDward Gaming       | 3                                |                                  |   |               |                              |          |  |  |       |       |       |
|  | EDward Gaming                    | EDward Gaming       | 3                                |                                  |   | EDward Gaming | EDward Gaming                | 3        |  |  |       |       |       |
|  | 25 października 2021 – Reykjavík |                     |                                  |                                  |   | EDward Gaming | EDward Gaming                | 3        |  |  |       |       |       |
|  |                                  |                     | Gen.G                            | Gen.G                            | 2 |               |                              |          |  |  |       |       |       |
|  | Gen.G                            | Gen.G               | Gen.G                            | Gen.G                            | 2 | 3             |                              |          |  |  |       |       |       |
|  | Gen.G                            | Gen.G               |                                  |                                  |   |               |                              |          |  |  |       |       |       |
|  | Cloud9                           | Cloud9              | 0                                |                                  |   |               |                              |          |  |  |       |       |       |
|  | Cloud9                           | Cloud9              | 0                                |                                  |   |               |                              |          |  |  |       |       |       |

Źródło. Najlepsza czwórka:
| Miejsce | Zespół        | Gracze                 | Gracze                 | Gracze                 | Gracze                    | Gracze               | Nagrody pieniężne |
| Miejsce | Zespół        | Góra                   | Dżungla                | Środek                 | Dół                       | Wsparcie             | Nagrody pieniężne |
| ------- | ------------- | ---------------------- | ---------------------- | ---------------------- | ------------------------- | -------------------- | ----------------- |
| 1       | EDward Gaming | Flandre (Li Xuan-Jun)  | JieJie (Zhao Li-Jie)   | Scout (Lee Ye-chan)    | Viper (Park Do-hyeon)     | Meiko (Tian Ye)      | ponad $489,500    |
| 2       | DWG KIA       | Khan (im Dong-ha )     | Canyon (Kim Geon-bu)   | ShowMaker (Heo Su)     | Ghost (Jang Yong-jun)     | BeryL (Cho Geon-hee) | ponad $333,750    |
| 3-4     | T1            | Canna (Kim Chang-dong) | Oner (Moon Hyeon-joon) | Faker (Lee Sang-hyeok) | Gumayusi (Lee Min-hyeong) | Keria (Ryu Min-seok) | ponad $178,000    |
| 3-4     | Gen.G         | Rascal (Kim Kwang-hee) | Clid (Kim Tae-min)     | Bdd (Gwak Bo-seong)    | Ruler (Park Jae-hyuk)     | Life (Kim Jeong-min) | ponad $178,000    |
| 3-4     | Gen.G         | Burdol (Noh Tae-yoon)  | Clid (Kim Tae-min)     | Bdd (Gwak Bo-seong)    | Ruler (Park Jae-hyuk)     | Life (Kim Jeong-min) | ponad $178,000    |

## Nagrody
Członkowie zwycięskiej drużyny podnieśli Puchar Przywoływacza, zdobywając tytuł Mistrzów Świata League of Legends 2021. Oprócz tego zdobędą nagrodę pieniężną w wysokości ponad 489,500 dolarów (do tej kwoty zostaną dodane pieniądze za sprzedaż zwycięskich skórek oraz elementów kosmetycznych).